# Meherrin
La Nació Meherrin és una de les vuit tribus reconegudes estatalment d'amerindis a Carolina del Nord. Vivien a la zona rural del nord-est de Carolina del Nord, prop del riu del mateix nom a la frontera de Virgínia i Carolina del Nord. Van rebre el reconeixement formal de l'Estat en 1986. Els meherrin han registrat com a membres més de 900 individus.
Els meherrin són part dels amerindis de llengua iroquesa. Estan relacionats amb els tuscarores, que en temps històrics eren una tribu veïna que van emigrar al nord de Nova York a principis del segle xviii, i les nacions de la Confederació iroquesa, històricament basades en Nova York. Originalment habitaven el piedmont de Virgínia per sobre de la fall line, però es traslladaren cap al sud vers Carolina del Nord a començaments del segle xviii per eludir la invasió dels colons angloamericans. L'evidència lingüística indica que els meherrin compartien ancestres comuns amb els tuscarores i nottoway, i probablement parlaven el mateix idioma o un dialecte similar. També s'indiquen orígens comuns en la història oral tuscarora.
Pel 1706 s'havien reassentat en terres prèviament ocupades pels chowanoc vora la desembocadura del riu Meherrin. En 1711-1712 van ser aliats dels tuscarores durant la Guerra Tuscarora. Després que la major part dels tuscarora van abandonar la colònia, fou confirmada la reserva Meherrin per tractat amb la colònia de Carolina del Nord en 1726.
Els meherrins van romandre en diferents comunitats durant els segles XIX i XX, mantenint les seves pròpies escoles i esglésies. El 1975, els descendents dels meherrin reorganitzaren la tribu i reclamaren la seva identitat sota el cap Wayne Brown. Va arribar a ser noliejats el 1977 després d'augmentar l'activisme dels membres. Van ser reconeguts per l'Estat el 1986. Molts meherrin poden rastrejar la seva ascendència a Sally M. Lewis (1838-1904), que va vendre diverses extensions de terres de reserva.
La seu tribal meherrin és a Winton (Carolina del Nord). Els residents de la nació resideixen principalment al voltant de l'àrea de l'àrea "Little California/Pleasant Plains/Union" del comtat de Hertford (Carolina del Nord). Treballen en una àmplia varietat de camps professionals, una alta proporció de membres de la tribu tenen títols universitaris en comparació amb la població general del comtat.
Meherrin és el nom d'una petita vila del Southside de Virgínia.